# Samaritan
Samaritan es una película de superhéroes estadounidense de 2022 dirigida por Julius Avery, escrita por Bragi F. Schut y protagonizada por Sylvester Stallone, Javon Walton, Pilou Asbæk, Dascha Polanco, y Moises Arias. Descrita como un nuevo enfoque oscuro de las películas de superhéroes, la historia fue previamente adaptada en las novelas gráficas de Mythos Comics por Schut, Marc Olivent y Renzo Podesta. Es una coproducción de Metro-Goldwyn-Mayer y Balboa Productions.
Samaritan tenía como fecha prevista para su estreno el 26 de agosto de 2022 tanto en United Artists Releasing como en Amazon Studios a través de Prime Video.

## Sinopsis
Un niño llamado Sam se da cuenta de que un superhéroe famoso, que se pensaba que había desaparecido después de una batalla épica hace veinticinco años, podría estar todavía presente.

## Reparto
- Sylvester Stallone como Joe / Samaritan y Nemesis.
- Javon Walton como Sam Cleary.
- Pilou Asbæk como Cyrus.
- Dascha Polanco como Tiffany Cleary.
- Moisés Arias como Reza.
- Martin Starr como Albert Casier.
- Sophia Tatum como Sil.
- Jared Odrick como Farshad.
- Henry G. Sanders como Arthur Holloway.
- Shameik Moore como Devin Holloway.

## Producción

### Desarrollo

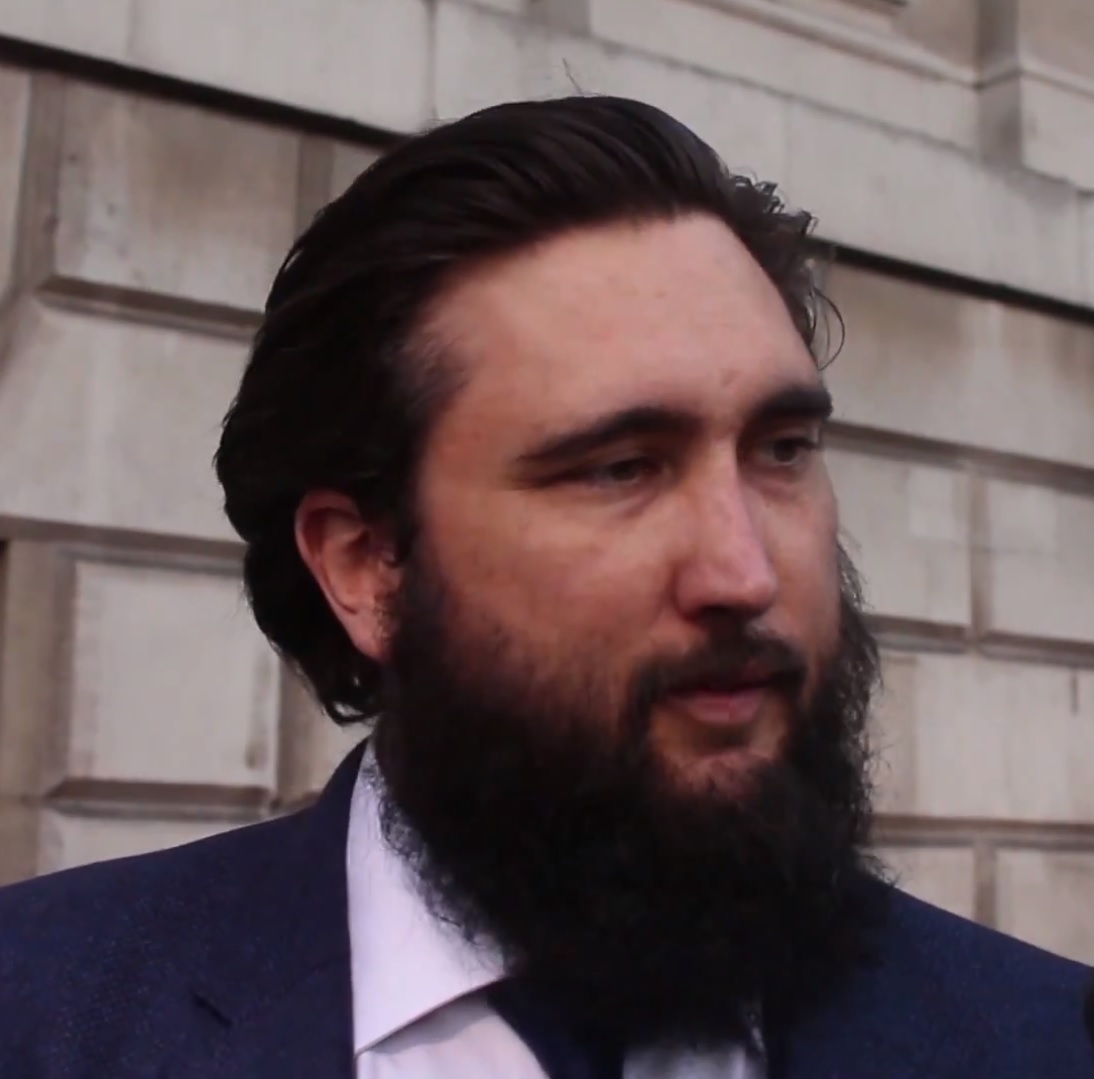
Julius Avery, el director de la película.

En febrero de 2019, se anunció que MGM había adquirido un guion especulativo de Bragi F. Schut titulado Samaritan para ser coproducido con Balboa Productions. Schut había escrito el guion antes de adaptar la historia en una serie de novelas gráficas publicadas por Mythos Comics. En septiembre de 2019, Julius Avery se unió a la producción como director.

### Casting
En febrero de 2019, se anunció que Sylvester Stallone protagonizaría el papel principal y también se desempeñaría como productor. En febrero de 2020, Martin Starr, Moisés Arias, Dascha Polanco, Pilou Asbæk, Javon Walton, Jared Odrick, y Michael Aaron Milligan se unieron al elenco en papeles secundarios. En marzo de 2020, Natacha Karam se unió al reparto de la película.

### Filmación
En septiembre de 2019, el rodaje estaba programado para una fecha de inicio de 2020 en Atlanta. Se confirmó que la filmación comenzó el 26 de febrero de 2020. El 14 de marzo, la producción hizo una pausa debido a la pandemia de COVID-19. Para el 8 de octubre de 2020, se reanudó la filmación.

## Estreno
El estreno de Samaritan se retrasó varias veces, ya que fue programada su proyección el 20 de noviembre de 2020, el 11 de diciembre de 2020 y el 4 de junio de 2021, consecutivamente. La película se estrenó finalmente el 26 de agosto de 2022 en los Estados Unidos por United Artists Releasing y Amazon Studios vía streaming en Prime Video.

## Recepción
La película recibió reseñas mixtas de los críticos. En el sitio web de revisión y reseñas Rotten Tomatoes, la película obtuvo un índice de aprobación del 34% sobre la base de 44 reseñas, con una calificación promedio de 4.8/10. En Metacritic, la película obtuvo un puntaje promedio de 46 sobre 100, basado en 21 críticas, lo cual indica «reseñas mixtas o promedio».